# У лазуровому степу
«У блакитному степу» (рос. «В лазоревой степи») — радянський кіноальманах з трьох новел за ранніми оповіданнями Михайла Шолохова. Знятий на кіностудії «Мосфільм» у 1970 році дипломниками ВДІКу — випускниками майстерні Юхима Дзигана.

## Коловерть
Режисери Валерій Лонськой і Володимир Шамшурин.
Громадянська війна в Росії. Два донських козака відправляються воювати на стороні більшовиків, до них приєднується старий батько Петро Пахомич. У бою гине Григорій. Батько з Гнатом повертаються додому, в зайняту білогвардійськими частинами станицю. Третій брат — козачий сотник Михайло, видає їх, чим прирікає на неминучий розстріл.

### У ролях
- Павло Кормунін — Петро Пахомич, батько
- Надія Федосова — мати
- Анатолій Солоніцин — Гнат Крамсков
- Юрій Назаров — Михайло Крамсков
- Євген Герасимов — Яків
- Іван Савкін — Юхим
- Володимир Козел — білогвардійський полковник

## Червоточина
Режисер Віталій Кольцов.
Перші роки радянської влади на Дону. Двадцятирічний Степан — «червоточина» в заможній козацькій родині, вступає в комсомол. Він є прямою протилежністю батькові Якову Олексійовичу і старшому братові Максиму. Працюють вони в степу важко і багато, але ніколи не гребують нажитися на потребі сільської бідноти. Одного разу Степан проти волі батька дає на день двох биків для перевезення сіна небагатому сусідові Прохору. Бики пропадають. Яків Олексійович і Максим в люті б'ють Степана і Прохора до смерті.

### У ролях
- Євген Лебедєв —  Яків Олексійович, батько, літній козак
- Любов Соколова —  мати
- Віктор Семенов —  Степан, молодший син
- Віталій Шаповалов —  Максим, старший син
- Зінаїда Кирієнко —  дружина Максима
- Віктор Сергачёв —  Прохор
- Галина Федотова —  Дуняша

## Продкомісар
Режисер Олег Бондарьов.
Гната Бодягина призначають окружним продкомісаром і доручають зібрати зерно для армії. Козаки важко розлучаються з хлібом. Бодягин їздить по окрузі і незабаром добирається до своєї станиці, в якій не був вже шість років. Як стало відомо, тут двоє заможних хліборобів агітували козаків ховати хліб і чинити опір червоноармійцям. Трибунал засуджує їх до розстрілу. В одному з засуджених Бодягин впізнав свого батька. Той теж впізнав сина. Між ними відбувається коротка жорстка розмова. Батька розстрілюють. Через кілька днів Бодягин гине в сутичці з козаками, відводячи їх від обозу з зерном.

### У ролях
- Сергій Шакуров —  Гнат Бодягин, продкомісар
- Віктор Шульгін —  Мирон Бодягин, його батько
- Микола Погодін —  голова трибуналу
- Валентина Березуцька — мати Гната

## Знімальна група
- Режисери — Валерій Лонськой, Володимир Шамшурін, Віталій Кольцов, Олег Бондарьов
- Сценаристи — Валерій Лонськой, Юрій Лукін, Володимир Шамшурін, Валентин Попов, Олег Бондарьов
- Оператори — Григорій Шпаклер, Ігор Мельников, Олександр Рябов
- Композитори — Михайло Зів, Микола Сидельников
- Художники — Костянтин Степанов, Микола Усачов